# Hallertauer Volksbank
Die Hallertauer Volksbank eG war eine deutsche Genossenschaftsbank mit Sitz in Pfaffenhofen an der Ilm (Bayern) im Landkreis Pfaffenhofen an der Ilm. Ihr Geschäftsgebiet erstreckte sich von Kösching im Norden bis Moosburg im Süden und von Langquaid im Osten bis Hohenwart im Westen und deckte sich im Wesentlichen mit der Hallertau. Im Jahre 2018 wurde die Hallertauer Volksbank auf die Volksbank Raiffeisenbank Bayern Mitte eG verschmolzen. Die Volksbank Raiffeisenbank Bayern Mitte eG ist seither in Pfaffenhofen als Hallertauer Volksbank, Niederlassung der Volksbank Raiffeisenbank Bayern Mitte eG vertreten.

## Geschichte
Die Hallertauer Volksbank eG führte ihre Anfänge auf die Raiffeisenbank Rohrbach zurück, die 1891 gegründet wurde. Durch Fusionen aus insgesamt 40 Wurzeln formierte sich die heutige Genossenschaftsbank. Mit der Fusion mit der bis 2004 eigenständigen Hallertauer Volksbank mit Sitz in Mainburg hatte die aufnehmende Bank ihren Namen übernommen.